# Northern Ireland Childminding Association
Northern Ireland Childminding Association (NICMA) är en nordirländsk organisation, med bas i Newtownards, representerar barntilsynen i Nordirland. De arbetar för barntillsyn och utbildning i Nordirland, samt bedriver hjälptelefon. 
Man får bland annat pengar av Nordirlands jordbruks- och landsbygdsutvecklingsdepartement.

### Fotnoter
1. ↑  ”£12m boost for Northern Ireland childcare welcomed”. BBC News. http://www.bbc.co.uk/news/uk-northern-ireland-12709864. Läst 27 februari 2012.
2. ↑  Sue Learner (16 mars 2011). ”No sign of NI strategy but Assembly gives it £12m”. Nursery World. Arkiverad från originalet den 8 september 2012. https://archive.is/20120908001610/http://www.nurseryworld.co.uk/news/1059882/No-sign-NI-strategy-Assembly-gives-12m/. Läst 27 februari 2012.